# Internationaal Perscentrum (Brussel)
Het Résidence Palace - Internationaal Perscentrum (IPC) is een faciliteit, hub en locatie voor internationale journalisten in Brussel. Het IPC is opgericht op initiatief van de Belgische federale overheid om haar mediamogelijkheden te verbeteren. Het is een autonome dienst van de Algemene Directie externe communicatie, die verslag uitbrengt aan de Federale Overheidsdienst Kanselarij van de Eerste Minister.